# Antonio José de Mendoza Caamaño y Sotomayor
Don Antonio José de Mendoza Caamaño y Sotomayor, terzo marchese di Villagarcía de Arousa (Vegas de Matute, 1667 – Capo Horn, 17 dicembre 1746), fu un amministratore coloniale spagnolo. Dal 4 febbraio 1736 al 15 dicembre 1745 fu viceré del Perù.

## Biografia
Antonio José de Mendoza Caamaño y Sotomayor era figlio della segoviana Juana Catalina de Ribera Ibáñez de Segovia Ronquillo y Fonseca e di Antonio Domingo de Mendoza Caamaño y Sotomayor, II marchese di Villagarcía, originario di Pontevedra, in Galicia, membro del Consiglio di Guerra, viceré di Valencia dal 1700 al 1705 e cavaliere dell'Ordine di Santiago. Il cardinale Alvaro Mendoza Caamaño y Sotomayor era fratello minore di Antonio José.
Antonio José, dopo essere stato maggiordomo e gentiluomo di camera di Filippo V, ricoprì gli incarichi di ambasciatore a Venezia e di viceré di Catalogna, confrontandosi con la sollevazione di quella regione a favore di Carlo d'Asburgo nel contesto della guerra di successione spagnola. Filippo V lo nominò viceré del Perù nel 1735. Assunse l'incarico l'anno seguente, all'età di 68 anni.
Durante la sua amministrazione scoppiò la guerra tra Spagna e Inghilterra (la Guerra anglo-spagnola, 1739-1742). Il viceré organizzò la difesa della costa migliorando esercito e milizia. Nel 1742 inviò una flotta a El Callao per difendere le coste del Cile.
Nel 1736 Jorge Juan y Santacilia e Antonio de Ulloa, scienziati spagnoli inviati dall'Académie française in missione scientifica per misurare il grado del meridiano all'equatore, giunsero nella colonia. Jorge Juan era salpato sulla stessa nave di Mendoza. Al ritorno parlarono di disorganizzazione e corruzione nel governo, e di contrabbando. Questo rapporto fu pubblicato postumo col titolo di Noticias Secretas de América.
Altra influenza scientifica francese nella colonia fu quella di Louis Godin, anch'esso membro della stessa spedizione. Egli fu nominato cosmógrafo mayor dal viceré Mendoza. Tra i doveri del cosmógrafo mayor vi era la pubblicazione di almanacchi ed istruzioni per la navigazione. Altri scienziati francesi in Perù in quel periodo furono Charles Marie de La Condamine e Pierre Bouguer.
Il contrabbando aumentò in questo periodo. La pratica era talmente tanto remunerativa che i mercanti accettavano di correre i rischi.
Sempre durante l'amministrazione di Mendoza, scoppiò una rivolta indigena ad Oruro (1739), ed un'altra guidata da Juan Santos Atahualpa nel 1742 a Oxabamba. Quest'ultima ricevette il supporto di tutte le tribù native, ed anche quello dei mestizo e degli spagnoli poveri. L'obbiettivo dei ribelli era quello di cacciare gli spagnoli dal Perù. Non riuscirono a farlo, ma neanche gli spagnoli riuscirono a sconfiggerli.
Nel 1740 il Vicereame della Nuova Granada fu separato da quello del Perù. Era già successo in passato, dal 1717 al 1724, ma solo temporaneamente. Il nuovo vicereame comprendeva i territori di Bogotá, Quito, Panama e Venezuela, ed altre zone direttamente collegate a Lima (Maynas, Jaén, Tumbes e Guayaquil).
Mendoza fu rimosso dall'incarico nel 1745, e morì durante il viaggio di ritorno in Spagna.

### Matrimonio e discendenza
Antonio José de Mendoza Caamaño y Sotomayor sposò Clara Benita de Monroy y Barrionuevo (1668-1715), IV marchesa di Monroy e V marchesa di Cusano, figlia di Melchor de Barrionuevo y Peralta e di Catalina Teresa de Monroy. Dal matrimonio nacquero:
- Rodrigo Antonio, sposatosi con Blasa Pantoja y Bellvís de Moncada;
- Mauro Fernando;
- María Josefa de Mendoza y Monroy, sposatasi con Jerónimo Maria de Oca Nieto de Silva, IV marchese di Tenebrón, VII conte di Moctezuma.